# It Never Rains in Southern California (Lied)
It Never Rains in Southern California ist ein Softrock-Song aus dem Jahr 1972, der von Albert Hammond und Mike Hazlewood geschrieben und von Hammond gesungen wurde. Das Stück erschien auf Hammonds gleichnamigem Debütalbum sowie als Singleauskopplung. 
Der Text erzählt in der Ich-Form die Geschichte eines Showgeschäftanwärters, dessen Versuche, in der Branche Fuß zu fassen, gescheitert sind. Er will dies aber vor seiner Familie verbergen.

## Hintergrund
Hammond sagte über den Song: 

„It Never Rains… wurde in London geschrieben, bevor wir (Mike und ich) nach Los Angeles kamen … Ich habe Mike die Geschichte von mir in Spanien erzählt, als ich anfing und wie ich vor den Bahnhöfen um Geld bettelte, weil ich kein Geld zum Essen hatte und meinen Eltern nichts sagen wollte. Mein Cousin war damals in den Flitterwochen, und er kam aus dem Bahnhof und sah mich, und ich wusste nicht einmal, dass er es war … Ich habe ihn auch um etwas Geld gebeten, und er sagte: „Du solltest dich schämen, ich werde es deinem Vater sagen“, und ich sagte: „Bitte, erzähl es ihm nicht, er wird verrückt werden und mich davon abhalten!“
Dann brachte er mich zurück ins Hotel, ich nahm ein Bad, er gab mir ein paar saubere Kleider und etwas Geld. Ich bin weitergezogen, aber er hat es meinem Vater erzählt, wissen Sie. All diese Dinge wie „würdest du den Leuten zu Hause sagen, dass ich es fast geschafft habe“ und stammen aus dieser Ära meines Lebens, als ich mich abmühte, versuchte, es zu schaffen, versuchte, von Marokko nach Spanien, von Spanien nach England zu kommen, von England nach Amerika … Dieser Kampf, den du durchmachst, das ist It Never Rains in Southern California, die Geschichte meines Lebens.“

## Aufnahme und Veröffentlichung
Der Song erschien auf Hammonds gleichnamigem Debütalbum und erreichte Platz fünf der amerikanischen Singlecharts. Es ist Hammonds einziger selbst interpretierter Top-10-Hit in den US-Charts.
1989 nahm Hammond den Song für sein Greatest-Hits-Album Best of Me neu auf.

## Coverversionen
Das Lied wurde vielfach gecovert, so im Februar 1973 von Sonny and Cher, 2000 von Smokie, 2007 von Barry Manilow und 2021 von David Hasselhoff. Eine deutsche Version mit dem Titel Es regnet nie in Californien erschien 1974 von Michael Holm.